# حاجی‌احمدبا
حاجی‌احمدبا (به ترکی آذربایجانی: Hacıəhmədoba) روستایی است در شهرستان خاچماز در جمهوری آذربایجان. این روستا قسمتی از بخش احمدبا را تشکیل می‌دهد.